# إرنست بيشل
إرنست فرديناند بيشل  (بالألمانية: Ernst Ferdinand Peschl) (1 سبتمبر 1906 - 9 يونيو 1986) وهو عالم رياضيات ألماني.

## النشأة
ينتمي إرنست بيشل إلى عائلة من مالكي مصانع الجعة. وُلِد لأب يُدعى إدوارد فرديناند بيشل، وزوجته أولا (ني أدلر) في عام 1906.

## التعليم والتعيينات الأكاديمية
انتهى من دراسته الثانوية عام 1925 في باساو، ثم بدأ في دراسة الرياضيات والفيزياء وعلم الفلك في ميونيخ. حصل على الدكتوراه عام 1931 من جامعة ميونيخ بعد الانتهاء من دراسته الثانوية عام 1925 في باساو، بدأ بيشل دراسة الرياضيات والفيزياء وعلم الفلك في ميونيخ. حصل على الدكتوراه عام 1931 من جامعة ميونيخ.
أصبح بيشل عضوًا في الحزب النازي وكتيبة العاصفة شبه العسكرية، لكنه تجنب أي نشاط داخل أي من المنظمتين وأنهى خدمته من هذه الكتيبة بعد عام واحد من الانضمام لها، ثم عمل كمترجم فرنسي لدى الفيرماخت من عام 1941 إلى عام 1943. ومن عام 1943 إلى عام 1945، عمل في معهد أبحاث الطيران الألماني في براونشفايغ (مدينة)، والذي أعفاه من الخدمة العسكرية خلال الحرب العالمية الثانية.
بعد الحرب أصبح بيشل مديرًا لمعهد الرياضيات في بون، وفي عام 1948 أصبح بروفيسور هناك. وقد روج للرياضيات التطبيقية وأنشأ معهد الرياضيات الآلية في بون والذي تطور إلى جمعية الرياضيات ومعالجة البيانات. وقد قاد الجمعية مع هاينز أونجر من عام 1969 إلى عام 1974.

## الحياة العملية
كانت مجالات البحث الرئيسية لإرنست بيشل هي التحليل الهندسي المركب، والمعادلات التفاضلية الجزئية، ونظرية وظائف العديد من المتغيرات المعقدة.
كان بيشل المشرف على الدكتوراه لكلاوس مولر، وفريدهلم إيرفي، وكارل فيلهلم باور، وبرنهارد كورتي، وستيفان روشيفيه، وكارل يواكيم ويرثس، وآخرين غيرهم.
حصل بيشل على الدكتوراه الفخرية من جامعة تولوز في عام 1969 ودكتوراه فخرية أخرى من جامعة جراتس في عام 1982. ونظير تعاونه المثمر مع علماء الرياضيات الفرنسيين، منحته الحكومة الفرنسية وسام ضابط السعفة الأكاديمية في عام 1975.
كان بيشل عضوًا منتظمًا في أكاديمية العلوم في شمال الراين-ويستفاليا، وأكاديميتي العلوم البافارية والنمساوية، وعضوًا مراسلًا في أكاديمية العلوم والنقوش والآداب في تولوز. وقد حصل على ميدالية بيير دي فيرما وميدالية جامعة يوفاسكولا في فنلندا في عام 1965.

## الحياة الشخصية
تزوج بيشل من ماريا شتاين، وهي طبيبة وذلك في عام 1940، وأنجب منها ابنة واحدة سُميت "جيزيلا".

## المنشورات
- الهندسة التحليلية. [6]
- نظرية الوظيفة. [7]
- الهندسة التفاضلية. [8]